# Боярчук, Александр Алексеевич
Алекса́ндр Алексе́евич Боярчу́к (21 июня 1931, Грозный — 10 августа 2015, Москва) — советский и российский физик и астроном. Академик РАН (с 1987 года). Научный руководитель Института астрономии РАН.
Главным направлением научной деятельности являлась физика звёзд. Имел более 2000 цитирований на работы, опубликованные после 1986 года. Индекс Хирша — 21.

## Биография
В 1953 году окончил Ленинградский университет. После окончания работал в Крымской астрофизической обсерватории АН СССР. С 1969 года являлся заместителем директора обсерватории по научной работе. Избран членом-корреспондентом АН СССР в 1976 году, академиком АН СССР — в 1987. С 1987 по 2003 годы являлся директором Института астрономии РАН (до 1990 года — председателем Астрономического совета АН СССР, из которого был создан институт). С 1991 по 1993 год был президентом Международного Астрономического Союза.
Похоронен на Троекуровском кладбище. урны с прахом супругов Боярчук захоронены на участке 19а, сын похоронен на участке 25а

## Научные достижения
Темой научных работ А. А. Боярчука являлась физика звёзд. Им выполнялось исследования химического состава звёзд различных классов, в частности, обнаружен избыток гелия в β Лиры. А. А. Боярчук проводил изучение движения в звёздных атмосферах, а также вращения звёзд. Ряд своих работ посвятил нестационарным звёздам.
Являлся разработчиком модели симбиотических звёзд — двойных систем, состоящих из холодного гиганта и горячего карлика. На основе этой модели получал оценки массы, размеров, температуры и других характеристик этих объектов.
Совместно с Э. Р. Мустелем предложил модель оболочки новых звёзд.
Под руководством А. А. Боярчука был создан космический ультрафиолетовый телескоп «Астрон».

## Общественная деятельность
- Советник РАН
- Руководитель Отделения физических наук РАН
- Научный руководитель Института Астрономии РАН
- Заместитель председателя Совета РАН по космосу
- Председатель Национального комитета российских астрономов
- Член Американского астрономического общества
- Член Американского физического общества
- Член Королевского астрономического общества Великобритании
- Член Европейского астрономического общества
- Член Международного астрономического союза
- Главный редактор «Астрономического журнала»
- Председатель секции литературы по физико-математическим наукам Научно-издательского совета РАН

## Семья
- Жена — Боярчук, Маргарита Евгеньевна (1931—2019) — кандидат физико-математических наук, ученый в области звездной астрономии и исследований химического состава звёзд.
  - Сын — Кирилл (1959—2014) — Генеральный директор ОАО «НИИЭМ», доктор физико-математических наук

## Награды
- Лауреат Государственной премии СССР (1984)
- Награждён орденом «Знак Почёта» (1976)
- Награждён орденом Почёта (1996)[2]
- Кавалер ордена «За заслуги перед Отечеством» IV степени (2000) — за заслуги перед государством, многолетний добросовестный труд и большой вклад в укрепление дружбы и сотрудничества между народами[3]
- Кавалер ордена «За заслуги перед Отечеством» III степени (2007)[4]
- Лауреат премии им. Ф. А. Бредихина (2001)
- Лауреат премии им. А. А. Белопольского (2011).
- Почётный доктор СПбГУ (2001)[5]

В честь А. А. Боярчука названа малая планета (2563) Боярчук, открытая астрономом Крымской астрофизической обсерватории Н. С. Черных 22 марта 1977 года.